# Haplosymploce bicolor
Haplosymploce bicolor är en kackerlacksart som först beskrevs av Robert Walter Campbell Shelford 1909.  Haplosymploce bicolor ingår i släktet Haplosymploce och familjen småkackerlackor. Inga underarter finns listade i Catalogue of Life.